# Roman Komárek
Roman Komárek (* 6. srpna 1966) je bývalý český fotbalista.

## Fotbalová kariéra
V československé lize hrál za SK Slavia Praha. Nastoupil v 3 ligových utkáních. Ve druhé lize hrál za SK Brandýs nad Labem.

## Ligová bilance
| Ročník                                   | Zápasy | Góly | Klub                      |
| ---------------------------------------- | ------ | ---- | ------------------------- |
| Česká národní fotbalová liga 1988/89     | 21     | 0    | BSS Brandýs nad Labem     |
| 1. československá fotbalová liga 1990/91 | 3      | 0    | SK Slavia Praha           |
| 2. česká fotbalová liga 1993/94          | -      | 0    | SK Alfa Brandýs nad Labem |
| 2. česká fotbalová liga 1994/95          | -      | 1    | SK Brandýs nad Labem      |
| CELKEM 1. liga                           | 3      | 0    |                           |